# میانج (ماه‌نشان)
میانج یک روستا در ایران است که در دهستان اوریاد واقع شده‌است. میانج ۱۳۰ نفر جمعیت دارد.